# Scarville
Scarville är en ort i Winnebago County i Iowa. Vid 2020 års folkräkning hade Scarville 74 invånare.
Orten planlades 1899 och blev officiellt en kommun 1904. Ortnamnet hedrar en lokal markägare, Ole Scar.